# Galeodes minitor
Galeodes minitor är en spindeldjursart som beskrevs av Roewer 1934. Galeodes minitor ingår i släktet Galeodes och familjen Galeodidae. Inga underarter finns listade i Catalogue of Life.